# Jaleel White
Jaleel Ahmad Massoud White (Culver City, 27 novembre 1976) è un attore statunitense.
Ha raggiunto la notorietà per aver interpretato la parte di Steve Urkel nella serie TV Otto sotto un tetto. White ha anche dato la voce a Sonic the Hedgehog e ad altri personaggi nei cartoni animati ispirati alla serie videoludica.

## Biografia

### La giovinezza e la carriera
White è nato a Culver City, California, figlio di Michael White, un dentista, e di Gail, una casalinga. White esordì all'età di tre anni comparendo in spot pubblicitari di Kellogg's dopo che la sua insegnante dell'asilo convinse i suoi genitori, riluttanti, a portarlo ad un provino. Ebbe come primo ruolo televisivo quello del figlio di Flip Wilson e di Gladys Knight nella serie Charlie and Company della CBS. È poi apparso in un'altra serie della CBS, I Jefferson. White è apparso anche nell'episodio pilota di Good Morning, Miss Bliss nel 1987, ed ebbe un ruolo nel film TV Camp Cucamonga, dove recitavano anche Chad Allen (My Two Dads), Candace Cameron (Gli amici di papà), Danica McKellar e Josh Saviano (Blue Jeans), Breckin Meyer e Jennifer Aniston.

### Otto sotto un tetto
A dodici anni, White iniziò il suo ruolo più famoso, Steve Urkel, in Otto sotto un tetto. Questo ruolo era stato inizialmente pensato per apparire una sola volta, ma il personaggio dimostrò di essere molto gradito e White ottenne un ruolo permanente. Egli interpretava anche altri membri della famiglia Urkel, compreso il suo alter ego Stefan Urquelle e Myrtle Urkel. All'apice del successo di Otto sotto un tetto, il personaggio di Urkel venne usato per pubblicizzare dei cereali (Urkel-Os) e una bambola. Oltre a recitare nella serie, White ha scritto diversi episodi, compreso uno, a 19 anni, che fu il più apprezzato della serie.
Quando la serie finì il suo nono anno di programmazione nel 1998, White si stancò del proprio ruolo. A causa della popolarità del personaggio, White era così legato al personaggio di Urkel che gli venne difficile trovare altri ruoli, ma non volle ritornare nel ruolo di Urkel.

### DopoOtto sotto un tetto
Nel 1999, White è tornato in televisione nella sitcom Grown Ups per la UPN. La serie era incentrata su White nel ruolo di un giovane che entra nell'età adulta. White ha anche co-prodotto e scritto gli episodi per lo show, nel quale interpretava il ruolo di "J.", un diplomato al college che cerca il suo ruolo nella vita da adulto. L'episodio pilota aveva un'altra attrice famosa da piccola, Soleil Moon Frye, famosa per il suo ruolo in Punky Brewster, che in Grown Ups ha il ruolo della compagna di stanza di White. La serie non è riuscita ad attirare molto pubblico e venne cancellata dopo la prima stagione.
In ogni caso, i ruoli di White non si sono limitati alle sitcom; ha doppiato diversi film animati come il film La spada magica - Alla ricerca di Camelot del 1998. Nel 1999, ha doppiato il personaggio di Martin Luther King nel film educativo animato Our Friend, Martin. È stato anche la voce del famoso personaggio dei videogiochi Sonic the Hedgehog in tutti i TV show americani - Le avventure di Sonic, Sonic, e Sonic Underground, e anche in uno speciale di Natale.
Nel 2001, White si è laureato alla UCLA con una laurea in film e televisione, ha continuato a recitare e ha avuto piccole parti nel film Big Fat Liar - Una grossa bugia a Hollywood e Dreamgirls, e era scritturato per un ruolo importante nella commedia del 2006 Who Made the Potato Salad?. Nel 2007, è stato una guest star nella serie The Game per la CW, seguito da un ruolo come laureato in legge che fa un colloquio a Crane, Pool e Schmidt in Boston Legal della ABC
Nel luglio del 2009, White ha cominciato ad apparire nella web series Road to the Altar.. Nella serie, White interpreta Simon, un trentenne di colore che sposa una giovane ragazza ebrea di nome Rochelle.
Jaleel White è stato una guest star nello show TV Psych della USA Network, durante l'episodio 7 (High Top Fade Out) della stagione 4. Interpretava un amico cantante di Gus. Nella sesta stagione, durante l'episodio 13 continua ad essere amico di Gus ed è co-protagonista per la risoluzione di un caso.
Nel 2010 ha interpretato la parte del tenente americano esperto di squali Terry McCormick nel film Mega Shark Versus Crocosaurus della The Asylum.
Nel 2011 è apparso nel primo episodio dell'ottava stagione di Dr. House ed è stato il protagonista del video della canzone Cry baby di Cee Lo Green tratta dall'album Lady Killer.
Sempre nel 2011 Jaleel White doppierà Sonic nel fan film no profit Sonic the Hegdehog.

### Il falso suicidio
Nel giugno 2006, un rumor venne diffuso su internet via email dicendo che White si fosse suicidato. L'email conteneva un falso rapporto della Associated Press che diceva che White era stato trovato morto nel suo appartamento di Los Angeles dopo essersi sparato. Il rapporto, che conteneva false citazioni di amici e colleghi, affermava anche che White aveva lasciato un bigliettino di addio con sopra scritta la frase tormentone del suo personaggio più famoso, Steve Urkel, che era "Sono stato io a fare questo?" (in inglese, Did I do that?). Nessuna notizia confermata ha però mai riportato questi avvenimenti. Cinque mesi dopo questa notizia falsa, White descrisse il rumor dicendo "Non so nemmeno cosa dire su quella maledetta cosa. Mentre cerchi di andare avanti bene con la tua vita, di tanto in tanto ti arrivano questi colpi a tradimento. Questo è stato il mio colpo a tradimento a giugno".

## Filmografia

### Film
- La spada magica - Alla ricerca di Camelot (Quest for Camelot), regia di Frederik Du Chau (1998) – voce
- Big Fat Liar, regia di Shawn Levy (2002)
- Dreamgirls, regia di Bill Condon (2006)
- Miracle Dogs Too, regia di Richard Gabai (2006)
- Vivere alla grande (Puff, Puff, Pass) (Living High), regia di Mekhi Phifer (2006)
- Who Made the Potatoe Salad?, regia di Damon "Coke" Daniels (2006)
- Kissing Cousins, regia di Amyn Kaderali (2008)
- Una nuova occasione (''Green Flash'') (Beach Kings), regia di Paul Nihipali Jr. (2008)
- Il richiamo della foresta 3D (Call of the Wild), regia di Richard Gabai (2009)
- Road to the Altar, regia di Annie Lynch (2009)
- Mega Shark Versus Crocosaurus, regia di Christopher Douglas (2010)
- Judy Moody and the Not Bummer Summer, regia di John Schultz (2011)
- Rhymes with Banana, regia di Joseph Muszynski, Peter Hutchings (2012)
- Il dubbio della verità (The Wrong Woman), regia di Richard Gabai (2013)
- Dumbbells, regia di Christopher Livingston (2014)
- The Santa Con, regia di Melissa Joan Hart (2014)
- Mommy, I Didn't Do It, regia di Richard Gabai (2016)
- The Preacher's Son, regia di Trey Haley (2017)
- Ore 15:17 - Attacco al treno (The 15:17 to Paris), regia di Clint Eastwood (2018)
- Hustle, regia di Jeremiah Zagar (2022)

### Televisione
- I Jefferson (The Jeffersons) – serie TV, episodi 11x02 (1984)
- Kids Don't Tell, regia di Sam O'Steen – film TV (1985)
- Otto sotto un tetto (Family Matters) – serie TV, 204 episodi (1989-1998)
- Camp Cucamonga, regia di Roger Duchowny – film TV (1990)
- Una bionda per papà (Step by Step) – serie TV, episodi 1x02-7x02 (1991; 1997)
- Gli amici di papà (Full House) – serie TV, episodio 4x16 (1991)
- Willy, il principe di Bel-Air (The Fresh Prince of Bel-Air) – serie TV, episodio 6x07 (1995)
- Half & Half – serie TV, episodio 4x07 (2005)
- Boston Legal – serie TV, episodio 3x20 (2007)
- Psych – serie TV, episodio 4x07-6x13 (2009; 2012)
- Dr. House - Medical Division (House M.D.) – serie TV, episodio 8x01 (2011)
- NCIS - Unità anticrimine (NCIS) – serie TV, episodio 9x13 (2012)
- CSI - Scena del crimine (CSI: Crime Scene Investigation) – serie TV, episodio 14x12 (2014)
- Castle – serie TV, episodio 7x22 (2015)
- Bones – serie TV, episodio 12x05 (2017)
- Me, Myself & I – serie TV, 13 episodi (2017-2018)
- Trial & Error - serie TV (2017-2018)
- La famiglia Mckellan - serie TV, 5 stagioni (2019-2022)
- A casa di Raven (Raven's Home) - serie TV, 3 episodi (2019-2020)
- Staging Christmas, regia di Amy Barrett – film TV (2019)
- Lo show di Big Show (The Big Show Show) – serie TV, 5 episodi (2020)
- Star Wars: Skeleton Crew – serie TV, 8 episodi (2024-2025)

## Doppiatori italiani
Nelle versioni in italiano delle opere in cui ha recitato, Jaleel White è stato doppiato da:
- Davide Lepore in Willy, il principe di Bel-Air, Star Wars: Skeleton Crew
- Paolo Torrisi ne I Jefferson
- Leonardo Graziano in Me, Myself and I
- Monica Ward in Otto sotto un tetto
- Massimiliano Plinio in Dr. House - Medical Division
- Luigi Scribani in NCIS - Unità anticrimine
- Nanni Baldini in Castle
- Alessandro Quarta in Hawaii Five-0
- Giorgio Perno ne Lo show di Big Show

Come doppiatore è stato sostituito da:
- Pietro Ubaldi ne Le avventure di Sonic, Sonic, Sonic Underground (Sonic)
- Fabrizio Vidale ne La spada magica - Alla ricerca di Camelot
- Luca Sandri in Sonic Underground (Manic)
- Debora Magnaghi in Sonic Underground (Sonia)
- Nanni Baldini in DuckTales (2017)

## Premi e candidature
| Anno | Premio                          | Risultato | Categoria                                                              | Serie               |
| ---- | ------------------------------- | --------- | ---------------------------------------------------------------------- | ------------------- |
| 1985 | Young Artist Award              | Nominato  | Miglior attore giovane - Ospite in una serie televisiva                | I Jefferson         |
| 1986 | Young Artist Award              | Nominato  | Migliore attore giovane non protagonista in una nuova serie televisiva | Charlie & Co.       |
| 1991 | Young Artist Award              | Vinto     | Miglior giovane comico in una serie televisiva                         | Otto sotto un tetto |
| 1994 | NAACP Image Awards              | Vinto     | Miglior giovane attore/attrice                                         | Otto sotto un tetto |
| 1995 | NAACP Image Awards              | Vinto     | Miglior giovane attore/attrice                                         | Otto sotto un tetto |
| 1996 | NAACP Image Awards              | Nominato  | Miglior attore protagonista in una serie comica                        | Otto sotto un tetto |
| 1997 | NAACP Image Awards              | Vinto     | Miglior attore protagonista in una serie comica                        | Otto sotto un tetto |
| 1996 | Nickelodeon Kids' Choice Awards | Nominato  | Attore televisivo preferito                                            | Otto sotto un tetto |